# سفارت ایالات متحده آمریکا در سارایوو
سفارت ایالات متحده آمریکا در سارایوو (به لاتین: Embassy of the United States) یک منطقهٔ مسکونی و نمایندگی سیاسی ایالات متحده آمریکا در بوسنی و هرزگوین است که در سارایوو واقع شده‌است.